# ملفين بيرنهارت
ملفين بيرنهارت (بالإنجليزية: Melvin Bernhardt)‏ هو مخرج أمريكي، ولد في 26 فبراير 1931 في بوفالو في الولايات المتحدة، وتوفي في 12 سبتمبر 2015 في نيويورك في الولايات المتحدة.

## وصلات خارجية
- ملفين بيرنهارت على موقع IMDb (الإنجليزية)
- ملفين بيرنهارت على موقع قاعدة بيانات برودواي على الإنترنت (الإنجليزية)
- ملفين بيرنهارت على موقع قاعدة بيانات برودواي على الإنترنت (الإنجليزية)
- ملفين بيرنهارت على موقع قاعدة بيانات الفيلم (الإنجليزية)